# Кучеренко Євгенія Маркіянівна
Євге́нія Маркія́нівна Кучере́нко  (27 грудня 1922, село Качанівка, нині Хмільницького району Вінницької області — 29 грудня 2020) — український педагог. Кандидат педагогічних наук (1972). Герой Соціалістичної Праці (1.07.1968). Лауреат Державної премії УРСР у галузі науки і техніки (1977).

## Біографія
Народилася в селянській родині.

Облікова картка лауреата Державної премії УРСР

1946 року закінчила Вінницький педагогічний інститут. Від 1946 року працювала вчителькою української мови та літератури у львівській середній загальноосвітній школі № 74 (смт Рудне, Залізничний район м. Львова), де працювала до виходу на пенсію.
Указом Президії Верховної Ради СРСР від 1 липня 1968 року за великі заслуги у справі навчання та комуністичного виховання Кучеренко Євгенії Маркіянівні присвоєне звання Героя Соціалістичної Праці з врученням ордена Леніна та золотої медалі «Серп і Молот». Член КПРС з 1970 року.
Автор понад 70 статей, а також методичних посібників для вчителів:
- «Розвиток мови на уроках літератури у п'ятому класі» (1965);
- «Розвиток мови на уроках літератури у 4—5 класах» (1976).

Співавтор (з Олександрою Михайлівною Бандурою) підручника «Українська література для п'ятого класу» (1967). На основі свого досвіду підготувала та 27 грудня 1972 року захистила дисертацію на здобуття наукового ступеня кандидата педагогічних наук. 13 грудня 1977 року восьме видання підручника відзначено Державною премією УРСР у галузі науки і техніки, а загалом вийшло друком понад 20 видань цього підручника.
У 1990-х роках стала співавтором підручників з української літератури для 5-8 класів у незалежній Україні. Неодноразово обиралася депутатом сільської ради, 25 років була депутатом Львівської міської ради народних депутатів, де обиралася головою комісії у справах молоді, була членом обкому профспілки.
Потім — на пенсії в місті Львові.

## Нагороди
- Герой Соціалістичної Праці з врученням ордена Леніна та золотої медалі «Серп і Молот» (1.07.1968);
- медалі;
- Державна премія УРСР у галузі науки і техніки (13.12.1977).